# Ravenstein
Ravenstein là một thành phố thuộc thị xã Oss, của tỉnh Noord-Brabant, Hà Lan.
Chỉ dến 1795 Ravenstein là một tự chủ quốc gia. Sau đó chỉ dến 2003 Ravenstein là một tự chủ thị xã. Ravenstein ở phía của sông Maas.